# Džibrílská dohoda

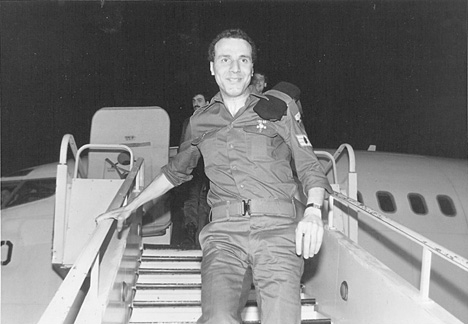
Voják Hezi Šaj se po uzavření Džibrílské dohody vrací ze zajetí

Džibrílská dohoda byla dohoda o výměně vězňů mezi izraelskou vládou, vedenou premiérem Šimonem Peresem, a Lidovou frontou pro osvobození Palestiny – Hlavním vedením (LFOP–HV), uskutečněná 21. května 1985. Izrael na jejím základě propustil 1150 vězňů držených ve svých věznicích výměnou za tři izraelské vojáky (Josefa Grofa, Nisima Salema a Hezi Šaje), zajaté během první libanonské války. Šlo o jednu z řady dohod o výměně vězňů, kterou Izrael uzavřel s palestinskými organizacemi, která považoval za teroristické.
Mezi propuštěnými vězni byly dvě významné postavy. První z nich byl Kózó Okamoto, jeden z japonských útočníků zodpovědný za masakr na letišti Lod z května 1972, který byl odsouzen k trojnásobnému doživotnímu trestu odnětí svobody. Druhým byl Ahmed Jásin, vůdce muslimského bratrstva z Pásma Gazy (a později duchovní vůdce hnutí Hamás), v roce 1983 odsouzený na třináct let odnětí svobody.
Peresova vláda čelila kvůli propuštění 1150 vězňů silné kritice veřejnosti, jelikož mezi nimi byly osoby odsouzené k doživotnímu trestu odnětí svobody a lidé odpovědní za smrt mnoha Izraelců. Podstatné však rovněž bylo, že výměna nezahrnovala izraelské vojáky zajaté v bitvě u Sultan Jakob. Jeden z izraelských vyjednávačů na protest proti dohodě rezignoval. Ve vládě dohodu podpořili všichni ministři s výjimkou Jicchaka Navona, bývalého prezidenta, který zastával post ministra školství a kultury.
Řada palestinských vězňů propuštěných v rámci džibrílské dohody později tvořila základ vedení první intifády, která vypukla méně než tři roky po uzavření dohody.